# Xian autonome miao et buyei de Ziyun
Le xian autonome miao et buyei de Ziyun (紫云苗族布依族自治县 ; pinyin : Zǐyún miáozú bùyīzú Zìzhìxiàn) est un district administratif de la province du Guizhou en Chine. Il est placé sous la juridiction de la ville-préfecture d'Anshun.

## Démographie
La population du district était de 327 831 habitants en 1999.